# Rainha Cristina
Queen Christina (bra: Rainha Christina ou Rainha Cristina; prt: Rainha Cristina) é um filme norte-americano de 1933 dirigido por Rouben Mamoulian.

## Sinopse
A rainha Cristina da Suécia (Greta Garbo) é dedicada ao seu país e ao bem-estar de seu povo. Como rainha, favorece a paz para a Suécia e defende de forma convincente o fim da Guerra dos Trinta Anos, dizendo:
Citação: «Espólios, glória, bandeiras e trombetas! O que está por trás dessas palavras sonoras? Morte e destruição, triunfos de homens aleijados, Suécia vitoriosa em uma Europa devastada, uma ilha em um mar morto. Eu te digo, eu não quero mais disso. Quero para o meu povo segurança e felicidade. Quero cultivar as artes da paz, as artes da vida. Quero paz e paz terei!»
Cristina, que assumiu o trono pela primeira vez aos seis anos após a morte de seu pai em batalha, é descrita como sendo tão dedicada a governar bem e educar-se que rejeitou qualquer tipo de romance ou casamento sério, apesar da pressão dos seus conselheiros e corte para se casar com seu primo Karl Gustav (Reginald Owen) e produzir um herdeiro. Um dia, num esforço para escapar das restrições da sua vida real, a rainha foge da cidade e acaba na mesma pousada que Antonio Pimentel de Prado (John Gilbert), um enviado espanhol a caminho da capital. Os dois conversam e ficam amigos, mas Antonio acha que Cristina é um homem por causa da maneira como se veste. Quando o estalajadeiro, que também desconhece a identidade de Cristina, pergunta se deixará Antonio dividir a sua cama porque não há quarto disponível para ele, Cristina não consegue apresentar um motivo adequado para negar o pedido. No seu quarto, revela a Antonio que é uma mulher, mas não que é uma rainha, e eles passam a noite juntos. Este encontro é estendido por alguns dias, quando eles ficam presos na neve na pousada.
Quando chega a hora de Cristina e Antonio se separarem, Cristina garante a Antonio que eles se reencontrarão em Estocolmo. Para sua surpresa, isso ocorre quando o espanhol é apresentado à rainha, a quem reconhece como sua amante. Antonio fica inicialmente um tanto magoado e irritado porque acha que Cristina o enganou e comprometeu a sua lealdade ao rei da Espanha, que enviou Antonio nesta missão à Suécia para apresentar a Cristina uma oferta de casamento em seu nome. A rainha deixa claro que os seus sentimentos por Antonio são genuínos e que ela recebe regularmente tais ofertas da realeza estrangeira e não tem intenção de aceitar a proposta do rei, e ela e Antonio consertam as coisas.

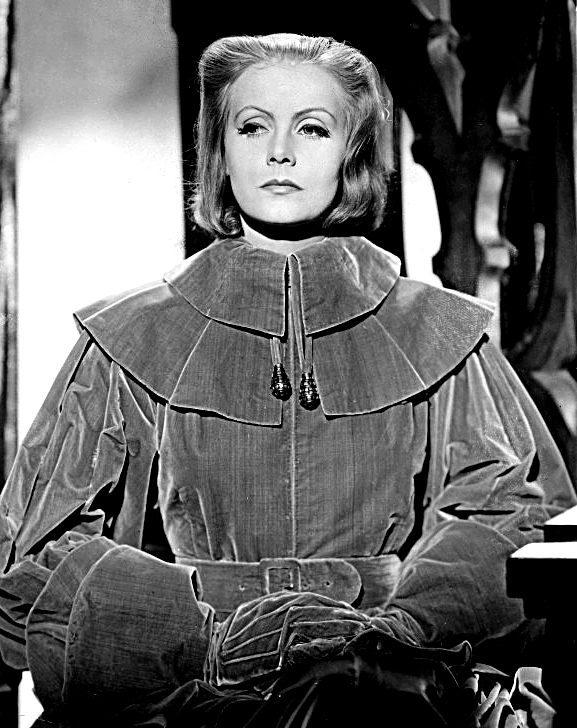
Greta Garbo, no papel-título.

Quando o conspirador Conde Magnus (Ian Keith), que já teve alguns casos românticos com a Rainha, levanta o povo contra o espanhol, Cristina consegue aliviar as tensões por um tempo, mas, no final das contas, decide nomear Karl Gustav como o seu sucessor. e, num movimento que choca toda a corte, abdica do trono para ficar com Antonio. Quando chega ao barco que levará Antonio e ela para a Espanha, ela o encontra gravemente ferido num duelo de espadas com Magnus, que ele perdeu. Antonio morre nos seus braços, mas Cristina resolve seguir viagem. Cristina imagina residir na casa que Antonio descreveu como sentada em penhascos brancos com vista para o mar.

## Elenco principal
- Greta Garbo - Rainha Cristina
- John Gilbert - Dom Antonio
- Ian Keith - Magnus Gabriel De la Gardie
- Lewis Stone - Axel Oxenstierna
- Elizabeth Young - Condessa Ebba Sparre
- C. Aubrey Smith - Aage
- Reginald Owen - Carlos X Gustavo da Suécia
- Georges Renavent - Chanut, embaixador francês
- David Torrence - arcebispo
- Gustav von Seyffertitz - general
- Ferdinand Munier - dono da hospedaria

## Produção

### Ideia

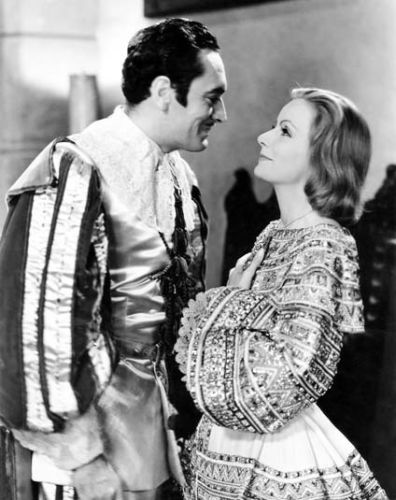
John Gilbert e Greta Garbo.

A ideia de fazer um filme sobre a Rainha Cristina da Suécia nasceu durante as filmagens de Anna Christie em 1929, quando Greta Garbo e a sua amiga Salka Viertel falaram sobre esta atípica rainha sueca do século XVII.
No entanto, uma carta da escritora sueca Inga Gaate a Mauritz Stiller, datada de 17 de fevereiro de 1927, já evocava a “ideia de um filme sobre Cristina”, com a sugestão de Pola Negri ou Greta Garbo para o papel-título. Mas o diretor sueco, frio com o cinema hollywoodiano, logo deixaria os Estados Unidos.
Foi só em 1931 e em entrevista concedida pela atriz Marie Dressler que a evocação pública de tal projeto foi abordada por meio de uma pergunta, a atriz, nos créditos de Anna Christie com Garbo, relembrou uma discussão com a atriz sobre isso durante as filmagens no final de 1929.
A poetisa Mercedes de Acosta também afirma ter conversado com a atriz sobre a rainha Cristina da Suécia como um possível papel para ela, e até ter escrito uma sinopse, “mas, como tantas vezes em Hollywood, me roubaram a ‘ideia’.
De qualquer modo, quando partiu para a Europa em julho de 1932, Garbo acabara de assinar um novo contrato com seu estúdio, para dois filmes, um dos quais evocava a vida de Cristina da Suécia. O nome do projeto e o título provisório dado ao filme durante as filmagens foi Christina.

### Roteiro
Foi, portanto, Salka Viertel quem começou a trabalhar a vida da Rainha da Suécia, em alemão, a sua língua materna, ficando a tradução para o inglês a cargo de Margaret P. Levino, ambas creditadas nos créditos como autoras da história e co-roteiristas, com H. M. Harwood. Salka Viertel narrava assim o desenrolar de um encontro de trabalho decisivo com Irving Thalberg: “De forma abrupta, ele perguntou-me se eu tinha visto o filme alemão Mädchen in Uniform, [que] tratava de uma relação sáfica. Thalberg perguntou: “A afeição de Cristina pela sua dama de companhia não indicava algo assim?” Ele queria que eu “mantivesse isso em mente”: se fosse “tratado com delicadeza”, nos forneceria cenas interessantes. Agradavelmente surpreendido com a sua mente aberta, comecei a gostar muito dele”.
Depois do começo das filmagens a 7 de agosto de 1933, S. N. Behrman foi emprestado à MGM pela Fox, sob a alegação de completar diálogos adicionais. Segundo ele, a continuidade do roteiro foi totalmente reescrita, "mantendo um dia antes das filmagens". Patrick Brion, na monografia que dedicou a Garbo em 1985, acrescentou como roteiristas não creditados: Ernest Vajda, Claudine West, Bess Meredyth e Harvey Gates.

### Lançamento
O filme foi lançado em dezembro de 1933. Foi dirigido por Rouben Mamoulian e escrito por H. M. Harwood e Salka Viertel, com diálogos de S. N. Behrman, baseado numa história de Viertel e Margaret P. Levino. Os papeis principais foram interpretados por Greta Garbo como Cristina e John Gilbert como Don Antonio, um emissário da Espanha. Laurence Olivier originalmente foi escalado como Antonio, mas foi demitido durante os ensaios. Foi anunciado como o retorno de Garbo ao cinema após um hiato de dezoito meses. Durante as férias na Suécia, a atriz leu um relato de Viertel sobre a vida de Cristina e interessou-se pela história. Na época das filmagens, Garbo tinha 28 anos, a mesma idade da sua personagem.
A própria Garbo insistiu em ter Gilbert como co-estrela. Foi a quarta e última vez que participaram num filme juntos, e foi o penúltimo filme de Gilbert. Ele tinha sido uma grande estrela na era do cinema mudo, mas a inimizade do chefe do estúdio, Louis B. Mayer, lançou uma sombra sobre sua carreira, e morreu em janeiro de 1936 de ataques cardíacos exacerbados pelo alcoolismo.
O filme é lembrado por dois momentos icónicos. A primeira é uma cena em que, depois de passar duas noites com Antonio no seu quarto na pousada, Cristina passa mais de três minutos andando, examinando e acariciando vários objetos para imprimir o espaço na sua memória. A segunda, e provavelmente a imagem mais famosa do filme, é a cena final, na qual Cristina permanece como uma figura de proa silenciosa na proa do navio com destino à Espanha, o vento a soprar nos seus cabelos, enquanto a câmera se move faz um close no seu rosto. Antes de filmar a cena final, Mamoulian sugeriu que Garbo não deveria pensar em nada e evitar piscar os olhos para que seu rosto pudesse ser uma "folha de papel em branco" e cada membro do público pudesse escrever o final do filme.

## Recepção crítica e bilheteria

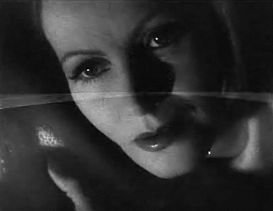
Captura de tela de Greta Garbo do trailer do filme.

O filme estreou na cidade de Nova York a 26 de dezembro de 1933 e estreou no resto do mundo ao longo de 1934. Foi nomeado para o prémio Taça Mussolini no Festival de Cinema de Veneza em 1934, mas perdeu para Man of Aran.
Queen Christina acabou por ser um sucesso de crítica, reunindo muitas críticas positivas. O crítico Mordaunt Hall, escrevendo para o The New York Times, deu uma crítica positiva ao filme e gostou do roteiro, chamando o diálogo de "uma escrita brilhante e suave" e referiu-se à direção de Mamoulian como "cativante". Opiniões positivas também vieram de Walter Ramsey da Modern Screen, que proclamou um "triunfo para Garbo", e um crítico da Photoplay, que aclamou o "glorioso reaparecimento" de Garbo.
O Motion Picture Daily chamou o filme de "ranger em alguns pontos", mas relatou que Garbo "se saiu muito bem" e que o filme estava "bem acima da média em conteúdo e valor". O New York Daily News escreveu: "A imagem move-se um pouco devagar, mas com graça, de um cenário adorável para outro. É uma foto que não se pode perder, porque Garbo está no seu melhor em algumas de suas cenas".
Algumas críticas foram mistas. "Garbo supera a imagem", escreveu John Mosher no The New Yorker. "A história, o cenário, o seu apoio não podem corresponder a ela." The Sun de Nova York escreveu que "Garbo parece estar sofrendo de um caso agudo de glamour. E isso provavelmente não é culpa dela. Gilbert se esforçou muito, mas seu desempenho é um pouco afetado. é decepcionante."
De acordo com o Catálogo AFI, apesar da aclamação da crítica, o filme não desempenhou bem nas bilheterias americanas. Frank Miller, da TCM, afirmou: "Levaria anos até que as receitas estrangeiras e as reedições trouxessem o filme para a coluna dos lucros." Em 1994, Barry Paris escreveu que a contagem final foi:
- Custo: 1.144.000$[19]
- Ganhos: doméstico $ 767.000; estrangeiro $ 1.843.000; total de $ 2.610.000[19]
- Lucro: $ 632.000[19]

Em junho de 2020, a Rainha Cristina tinha uma classificação de 90% "Fresh" no Rotten Tomatoes, com base em 21 avaliações. Leonard Maltin deu ao filme 4 em 4 estrelas, chamando-o de "Provavelmente o melhor filme de Garbo, com uma atuação assombrosa da estrela radiante como a rainha sueca do século XVII que abre mão de seu trono por seu amante, Gilbert. As cenas de amor de Garbo e Gilbert juntos são verdadeiramente memorável, como é o famoso tiro final...”
O papel da Rainha Cristina é considerado um dos melhores na filmografia de Greta Garbo, e o filme é especialmente notável por refutar de forma contundente os rumores de que a falta de sucesso de John Gilbert na era do som se devia ao fato de ele ter uma voz inadequada.
Este filme é a antítese da concepção histórica de Josef von Sternberg em A Imperatriz Vermelha. Por mais que este último crie um espaço imaginário por meio da sobrecarga decorativa, Mamoulian tenta dar credibilidade à sua reconstrução. Ambos os filmes fogem do padrão hollywoodiano à sua maneira. A ambientação do filme de Mamoulian é imponente, mas quase esvaziada por uma encenação aguçada que sublinha sua geometria fria. A luz bem nítida dá uma modelagem bem dura aos rostos, acentuando o lado "jansenista" do filme. A de Garbo, tão carnal em seus primeiros filmes, torna-se uma máscara andrógina, bela e terrível, cuja ambigüidade é explorada na cena em que, disfarçada de jovem, ela seduz John Gilbert. Mesmo quando ele descobre a identidade dela, os problemas do relacionamento permanecem como um perfume.

## Precisão histórica
O filme é um drama histórico baseado vagamente na vida da rainha Cristina da Suécia no século XVII, e ainda mais vagamente na peça histórica de August Strindberg, Kristina. Vários personagens históricos aparecem no filme (como Axel Oxenstierna, Carlos X Gustavo da Suécia e Magnus Gabriel De la Gardie), e alguns eventos históricos são retratados (como a Guerra dos Trinta Anos e a abdicação de Cristina), mas a Rainha Christina não é um filme que se apega aos factos. Nesse relato altamente ficcional, é o apaixonar-se que coloca Cristina em conflito com as realidades políticas de sua sociedade, enquanto, na vida real, as principais razões de Cristina para abdicar foram sua determinação de não se casar, de viver como quisesse e de converter abertamente ao catolicismo.
O romance com Antonio é ficção e pode ser visto como uma distorção típica de "Hollywood" da história - a menos que seja entendido como uma alegoria, com seu amor por Don Antonio representando seu amor pela vida intelectual e sua aceitação da fé católica. Na realidade, Christina era dedicada à sua dama de honra, amiga e "companheira de cama" Ebba Sparre. No filme, Christina beija Ebba duas vezes, mas os beijos são bastante castos, e qualquer sugestão de um relacionamento romântico entre as duas mulheres é firmemente bloqueada por uma cena em que Christina se depara com Ebba e o conde Jakob se encontrando numa escada e sai imediatamente para qual será seu encontro com Antonio. Quando Cristina retorna, ela pede desculpas a Ebba e promete que pode se casar com seu amado conde. A verdadeiro Ebba se casou com o Conde Jakob, mas o casamento foi infeliz.
O filme está correto ao afirmar que o pai de Cristina a criou como se fosse um menino, com a educação e as responsabilidades esperadas de um herdeiro homem, e ao retratar seu hábito de se vestir como homem, que continuou ao longo de sua vida. A histórica Cristina também foi inflexível quanto a fazer a paz, e foi uma patrona da ciência, arte e cultura, sonhando em fazer de Estocolmo a "Atenas do Norte".

## Prémios e indicações
Festival de Veneza (1934)
- Mamoulian foi indicado ao prémio de melhor diretor (taça Mussolini).